# Мгвимеви (монастырь)
Монастырь Мгвимеви (груз. მღვიმევის მონასტერი) — грузинский православный монастырь в западной Грузии, в краю Имеретия, в окрестностях города Чиатура, частично высеченный в скале. Его главной достопримечательностью служит двухнефная базилика XIII века, посвященная Рождеству Богородицы. Комплекс также включает в себя небольшую зальную церковь, колокольню и кольцевую оборонительную стену. Мгвимеви — действующий женский монастырь. Он изобилует декоративными архитектурными скульптурами, украшающими внешний вид его церквей. Комплекс Мгвимеви внесён в список недвижимых памятников культуры национального значения Грузии.

## Расположение
Монастырь Мгвимеви расположен в одноимённой деревне, в долине реки Квирила, на восточном оконечности города Чиатура, откуда к нему можно добраться по длинной и узкой тропинке, ведущей к большой естественной пещере, также известной своими доисторическими находками. Монастырь был основан во второй половине XIII века, его название переводится с грузинского языка как «пещера». Вокруг монастыря находится множество небольших пещер. По словам грузинского учёного XVIII века князя Вахушти Багратиони они служили убежищем во время военных действий, археологи обнаружили там несколько наконечников стрел и следы пожара.

## Архитектура

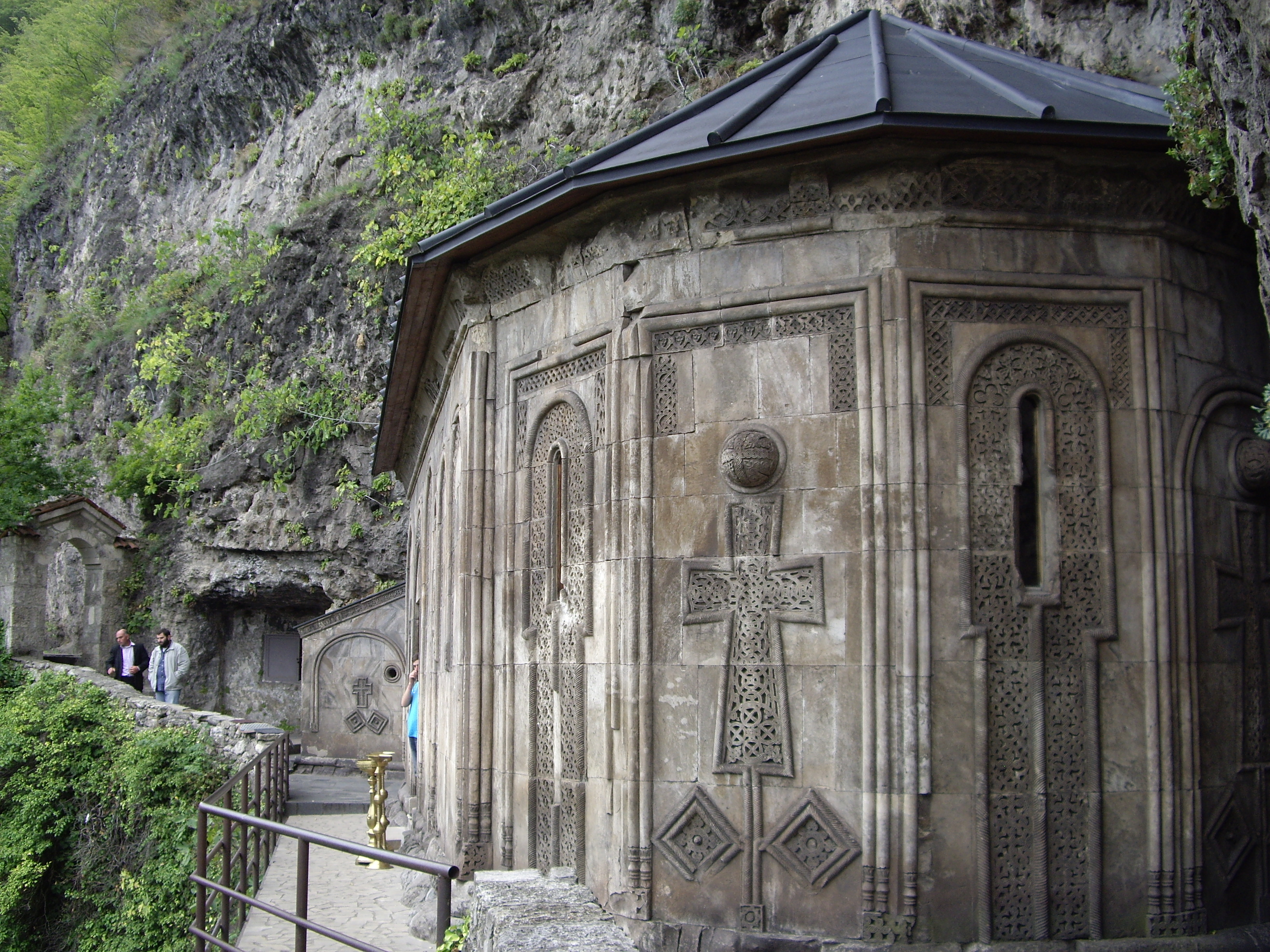
Восточная сторона главной церкви вместе с меньшей церковью святой Екатерины на заднем плане.

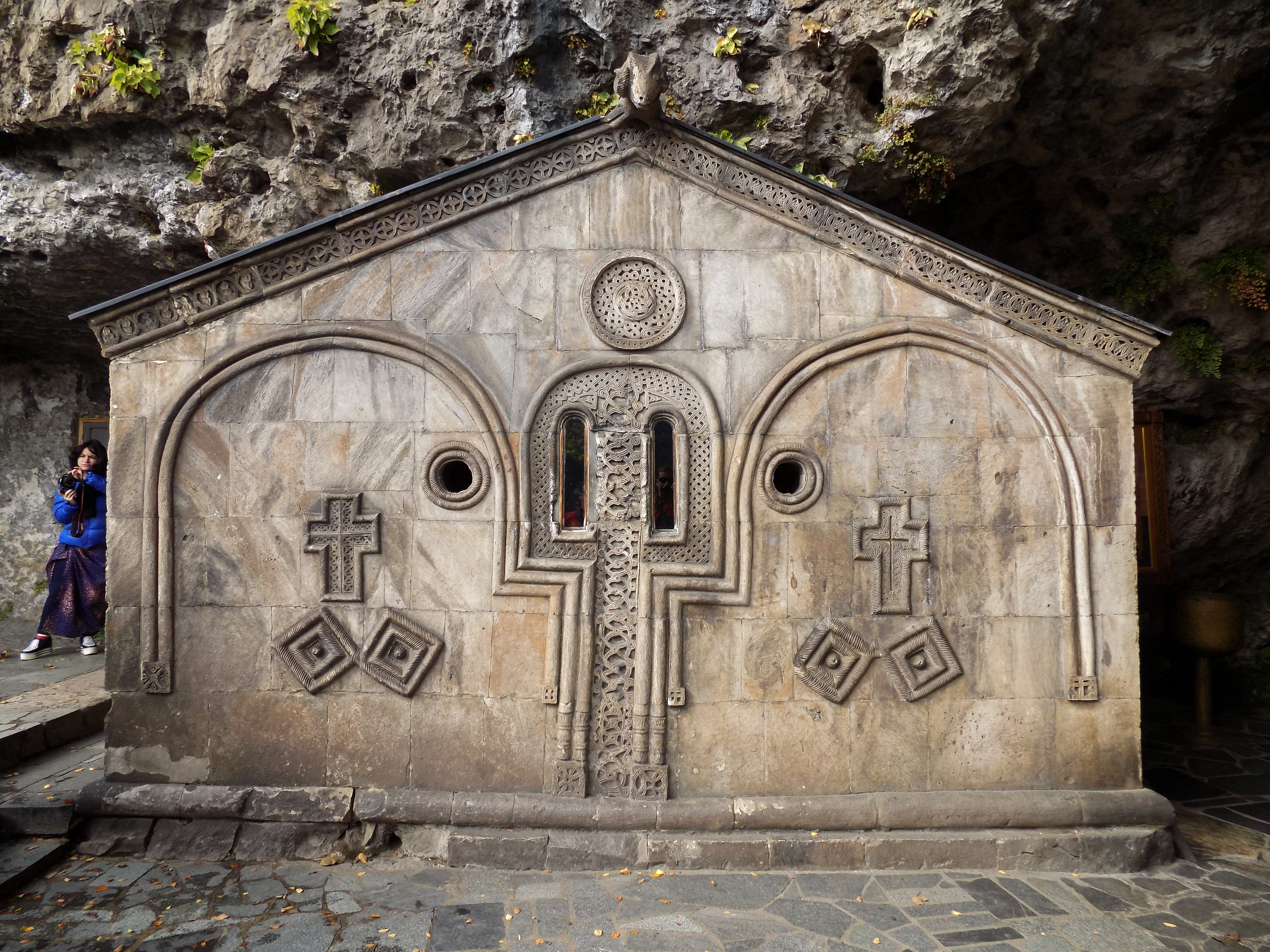
Церковь святой Екатерины в Мгвимеви.

Комплекс монастыря Мгвимеви состоит из нескольких сооружений. К востоку от пещерного портала возвышается главная церковь: храм Рождества Богородицы, представляющий собой двухнефную базилику. Его северный неф уже южного, и они разделены между собой двухарочной аркадой, поддерживаемой одной массивной колонной. Оба нефа оканчиваются апсидами с гранёными фасадами. Стены построены из камня и облицованы аккуратно обтёсанными каменными плитами, а потолок вырезан в прилегающей скале. В храме находится расписной деревянный иконостас, созданный в XVIII веке, с изображениями Христа и 12 апостолов, а также различных сцен из жизни Иисуса. В церковь ведут две входа: с южной и западной стороны. Западная дверь была украшена резьбой по дереву XI века, которая была передана на хранение в Грузинский национальный музей в Тбилиси в 1920 году. В интерьере храма сохранились фрагменты фресок, в том числе портреты церковных строителей XIII века на стене северного нефа: Рати, эристави Рачи из рода Кахаберидзе, его жены Русудан и брата Ниании. Южная стена была перекрашена в XVI веке. В монастыре хранилось несколько ценных церковных реликвий, в том числе металлическая икона Моления из Рачи XI века, которая ныне также хранится в Национальном музее Грузии.
На противоположной стороне пещерного портала находится небольшая зальная церковь, посвящённая святой Екатерине. Его потолок и западная стена высечены в скале, а фасад воздвигнут из тёсаных каменных плит. На её восточной стене находится рельефная скульптура бараньей головы, на внешней стороны южной стены — фрески. Обе эти церкви богато украшены орнаментированной резьбой по камню, включая декоративные арки, оконные и дверные рамы, скульптурные кресты и резные карнизы. Несмотря на художественную ценность отдельных элементов в архитектурной скульптуре Мгвимеви, зданиям монастыря уступают в общей целостности и мастерстве по сравнению с другими современными им памятниками средневековой Грузии.
Колокольня и монастырские жилые помещения преимущественно датируются XIX веком. Есть также комплекс зданий, часть современного женского монастыря, основанного в 2014 году.